# تپه شهر سوخته ۳۵۹
تپه شهر سوخته ۳۵۹ در شهرستان زابل، بخش شیب اب، دهستان لوتک، روستای حومه شهر سوخته، ۴/۹ کیلومتری جنوب پایگاه باستان‌شناسی شهر سوخته واقع شده و این اثر در تاریخ ۲۸ شهریور ۱۳۸۶ با شمارهٔ ثبت ۱۹۶۶۷ به‌عنوان یکی از آثار ملی ایران به ثبت رسیده است.